# Tom London
Tom London, nato Leonard Clapham (Louisville, 20 giugno 1883 – Hollywood, 5 dicembre 1963), è stato un attore statunitense.
Nei primi anni venti, dopo aver cominciato la carriera con il suo vero nome, adottò quello d'arte di Tom London.
Attivo fino agli anni sessanta, prese parte a oltre 600 lavori tra cortometraggi, film e produzioni televisive, soprattutto di genere western.

## Filmografia parziale

### Cinema
- Liberty, regia di Jacques Jaccard e Henry McRae (1916)
- The Purple Mask, regia di Grace Cunard e Francis Ford (1916)
- The Heart of Humanity, regia di Allen Holubar (1918)
- The Cowboy and the Lady, regia di Charles Maigne (1922)
- The Social Buccaneer, regia di Robert F. Hill (1923)
- God's Law, regia di Duke Worne (1923)
- The Guilty Hand, regia di Duke Worne (1923)
- Hard to Beat, regia di Duke Worne (1923)
- With Naked Fists (1923)
- The Unsuspecting Stranger, regia di Ford Beebe e Leo D. Maloney (1923)
- To the Last Man, regia di Victor Fleming (1923)
- The Call of the Canyon, regia di Victor Fleming (1923)
- La voragine splendente (The Dangerous Maid), regia di Victor Heerman (1923)
- Not Built for Runnin', regia di Leo D. Maloney (1924)
- Winds of Chance, regia di Frank Lloyd (1925)

- Snowed in, regia di Spencer Gordon Bennet (1926)
- The Yellow Cameo, regia di Spencer Gordon Bennet (1928)
- The Michigan Kid, regia di Irvin Willat (1928)
- The Woman Racket, regia di Albert H. Kelley e Robert Oberv (1930)
- Risveglio (West of Broadway), regia di Harry Beaumont (1931)
- L'antro della morte (The Two Gun Man), regia di Philip Rosen (1931)
- La donna di platino (Platinum Blonde), regia di Frank Capra (1931)
- Beyond the Rockies, regia di Fred Allen (1932)
- The Miracle Rider, regia di B. Reeves Eason e Armand Schaefer (1935)
- La banda dei razziatori (The Lawless Nineties), regia di Joseph Kane (1936)
- Santa Fe Stampede, regia di George Sherman (1938)
- Outlaws of Sonora, regia di George Sherman (1938)
- Riders of the Black Hills, regia di George Sherman (1938)
- Southward Ho!, regia di Joseph Kane (1939)
- The Night Riders, regia di George Sherman (1939)
- The Ranger and the Lady, regia di Joseph Kane (1940)
- Covered Wagon Days, regia di George Sherman (1940)
- Lone Star Raiders, regia di George Sherman (1940)
- Trailing Double Trouble, regia di S. Roy Luby (1940)
- Fugitive Valley, regia di S. Roy Luby (1941)
- Underground Rustlers, regia di S. Roy Luby (1941)
- Sons of the Pioneers, regia di Joseph Kane (1942)
- Shadows on the Sage, regia di Lester Orlebeck (1942)
- La valle degli uomini rossi (Valley of the Sun), regia di George Marshall (1942)
- Song of Texas, regia di Joseph Kane (1943)
- Idaho, regia di Joseph Kane (1943)
- Santa Fe Scouts, regia di Howard Bretherton (1943)
- The Yellow Rose of Texas, regia di Joseph Kane (1944)
- Don't Fence Me In, regia di John English (1945)
- Sunset in El Dorado, regia di Frank McDonald (1945)
- Il segreto del lago (The Secret of Convict Lake), regia di Michael Gordon (1951)

### Televisione
- Cowboy G-Men – serie TV, episodio 1x01 (1952)
- Have Gun - Will Travel – serie TV, episodio 1x33 (1958)
- Cimarron City – serie TV, episodio 1x17 (1959)
- The Rough Riders – serie TV, episodio 1x36 (1959)
- The Texan – serie TV, 5 episodi (1959-1960)
- Maverick – serie TV, episodio 4x07 (1960)
- Lo sceriffo indiano (Law of the Plainsman) – serie TV, episodio 1x24 (1960)
- Ripcord – serie TV, episodio 1x33 (1962)
- Dakota (The Dakotas) – serie TV, episodio 1x14 (1963)